# سهند دریا
سهند دریا فیلمی به کارگردانی و نویسندگی عبدالجبار دلدار ساختهٔ سال ۱۳۷۰ است.

## بازیگران
- امیر نیکیار
- نقی سیف‌جمالی
- منصور موزونی
- شهناز شیخ‌علی
- پرهام دلدار
- حسن ترکی‌زاده